# Megalyn Echikunwoke
Megalyn Ann Echikunwoke (Spokane (Washington), 28 mei 1983) is een Amerikaans actrice. Ze is te zien als onder meer Nicole Palmer in het eerste seizoen van de televisieserie 24, als Isabelle Tyler in de televisieserie The 4400 en in CSI: Miami als Dr. Tara Price.
Echikunwoke is de dochter van een Nigeriaanse vader en een Amerikaanse moeder. Na de dood van haar vader bracht haar moeder haar samen met haar drie broers groot in Chinle, een plaats in de Amerikaanse staat Arizona.
Echikunwokes acteercarrière begon met een rol in de televisiefilm Creature uit 1998. In 2001 en 2002 speelde ze Nicole Palmer, de dochter van presidentskandidaat David Palmer in 24. Ze heeft een rol in het derde seizoen van The 4400. Tegelijkertijd had ze gastrollen in onder meer The Steve Harvey Show, Boston Public, ER, What I Like About You, Buffy the Vampire Slayer, That '70s Show, Veronica Mars en Supernatural.